# Панов, Вячеслав Фёдорович
Вячесла́в Фёдорович Пано́в (род. 16 мая 1950, Чарджоу) — советский, российский физик. Профессор кафедры высшей математики Пермского университета.

## Биография
Родился 16 мая 1950 года в городе Чарджоу Туркменской ССР в семье военнослужащего.
Окончил механико-математический факультет Пермского университета по специальности «Механика» (1972).
Кандидат физико-математических наук (МГУ, 1980, диссертация «Вакуумные и электровакуумные пространства общей теории относительности»), доцент (с 1986).
Доктор физико-математических наук (МГУ, 1993, диссертация «Гравитация, космология и вращение»), профессор (с 1995).
1973—1981 годы — ассистент, 1981—1985 годы — старший преподаватель, 1985—1993 годы — доцент, с 1993 года — профессор кафедры высшей математики Пермского университета. Также является профессором кафедр процессов управления и информационной безопасности, фундаментальной математики, философии Пермского университета.
С 1993 года — руководитель пермской группы гравитационистов, входящей в Российское гравитационное общество. Ученик известного физика, профессора Московского государственного университета Д. Д. Иваненко.
Член-корреспондент Российской академии естествознания (2011).

## Научная деятельность
Основные научные интересы — космология с вращением, теория гравитации и эффект антигравитации, модели физического вакуума, исследование СВМ-технологии, философские проблемы физики.
Основные результаты: найдены новые решения уравнений Эйнштейна, описывающие взаимодействие плоских гравитационных волн; построены новые нестационарные космологические модели с вращением; исследован эффект спонтанного нарушения калибровочной симметрии в космологии с вращением; исследовано квантовое рождение вселенных с вращением; проведено исследование механизма индуцирования константы гравитации; исследован механизм воздействия слабого нестационарного электромагнитного поля на расплав металла.
Научная группа, которой он руководит, внедрила в 2004 году новую технологию на пермских Мотовилихинских заводах, которая привела к удешевлению производства и улучшению качества выпускаемого металла.
Благодаря усилиям В. Ф. Панова, на механико-математическом факультете Пермского университета образовалась школа гравитационистов-космологов, имеющая результаты, признанные мировым сообществом.
Опубликовал 160 научных и 9 учебно-методических работ, имеет три патента. Многие из них, как и работы его учеников, известны в России и за рубежом.
Сотрудничал с Университетом аэронавтики и астронавтики (Пекин, Китай). Руководит в ПГНИУ научным семинаром, посвящённым фундаментальным проблемам физики.

## Избранные работы
- Panov V. F., Pavelkin V. N. Large scale anisotropy of microwave background radiation in rotating cosmologies // International Journal of Modern Physics D[англ.]. 1995. V. 4, № 1. P. 161—165.
- Panov V. F., Kuvshinova E. V., Sandakova O. V. Rotating Nonstationary Cosmological Models and Astrophysical Observations // Gravitation and Cosmology. 2014. V. 20, № 2. Р. 138—140.
- Панов. В.Ф, Бояршинов. А. Е, Клюев. А. В, Курапов. С. А. Некоторые эффекты воздействия СВМ-генератора на расплавы металлов и полимерных материалов" // МЕТАФИЗИКА. научный журнал. 2020. № 4(38). С. 89-101.
- Панов В. Ф. Спонтанное нарушение симметрии в космологических моделях с вращением // Теоретическая и математическая физика. 1988. Т. 74, № 3. С. 463—468.
- Панов В. Ф., Сбытов Ю. Г. О возможности объяснения наблюдательной анизотропии Берча космологическим вращением // Журнал экспериментальной и теоретической физики. 1992. Т. 101, вып. 3. С. 769—778.
- Панов В. Ф., Сбытов Ю. Г. Поведение пучка лучей, формирующих изображение источников в космологических моделях с вращением // Журнал экспериментальной и теоретической физики. 1998. Т. 114, вып. 3(9). С. 769—776.
- Панов В. Ф., Кувшинова Е. В. Квантовое рождение вращающейся Вселенной // Известия вузов. Физика. 2003. Т. 46, № 10. С. 40-47.
- Панов В. Ф., Клюев А. В., Курапов С. А. и др. Структура и механические свойства металла после обработки расплава в нестационарном электромагнитном поле волнового излучателя // Металловедение и термическая обработка металлов. 2009. № 7 (649). С. 3-9.

## Награды и звания
- Лауреат конкурса на лучшую научно-исследовательскую работу по физико-математическим наукам среди профессорско-преподавательского состава Пермского государственного университета (1993).
- Неоднократно награждён почётными грамотами Пермского государственного университета.
- Почётная грамота Министерства образования и науки Российской Федерации (2005).
- Звание «Почётный работник высшего профессионального образования РФ» (2010).
- Медаль им. Л. Эйлера «За заслуги» механико-математического факультета (2010).
- Медаль А. А. Фридмана «За фундаментальные работы и перспективные исследования» Пермского университета (2011).